# Banana Pancakes
"Banana Pancakes" is een nummer van de Amerikaanse singer-songwriter Jack Johnson. Het nummer werd uitgebracht als de derde track op zijn derde studioalbum In Between Dreams uit 2005.

## Achtergrond
"Banana Pancakes" is geschreven door Johnson zelf en geproduceerd door Mario Caldato jr. Het nummer ontstond als grap die Johnson met zijn vrouw uithaalde. Hij vertelde hierover: "Het is een nummer dat gaat over het wakker worden in de ochtend en ontbijt maken met je familie. Het begon toen mijn vrouw iets aan het doen was en ik haar wilde afleiden. Dus begon ik te spelen: 'You hardly even notice when I try to show you this song it's meant to keep you from doing what you're supposed to'. Ik speelde dat iedere keer toen zij iets anders aan het doen was en ik samen iets wilde doen. Later groeide het uit tot een echt lied."
Over de ontwikkeling van "Banana Pancakes" vertelde Johnson: "Ik speelde het live tijdens onze vorige tournee, voordat het af was, en vulde de lege delen in met 'Bla bla bla, bla bla bla' om het publiek te laten lachen." Daarnaast gaf hij zijn eigen mening over het nummer: "Het is gewoon een echt feelgood nummer en een beetje gek. Maar ik probeer de leuke liefdesliedjes niet weg te gooien. Ik bedoel, het is makkelijk om te zeggen, 'Deze is iets te gek, ik ga deze niet uitbrengen'. Maar voor mij is het onderdeel van wat ik leuk vind om te doen. Gewoon om mensen het naar hun zin te maken en ze te laten zingen en ze in een goed humeur te krijgen. Dus ik vind het leuk om een paar van dit soort echte liefdesliedjes op mijn albums te zetten."
"Banana Pancakes" werd nooit uitgebracht als single. Desondanks bleek het een van de populairste nummers van Johnson. In Vlaanderen werd het in 2016 gecoverd door Ian Thomas in het televisieprogramma Liefde voor muziek als eerbetoon aan Johnson. Daarnaast stond het in Nederland in 2018 voor het eerst in de Radio 2 Top 2000 op plaats 1986.

## NPO Radio 2 Top 2000
Banana Pancakes stond alleen in 2018 in de NPO Radio 2 Top 2000, op plek 1986.